# I quattro cavalieri del terrore
I quattro cavalieri del terrore (Hell's Crossroads) è un film del 1957 diretto da Franklin Adreon.
È un film western statunitense con Stephen McNally, Peggie Castle, Robert Vaughn e Barton MacLane. Descrive gli avvenimenti che portarono alla morte del bandito Jesse James nel 1882.

## Produzione
Il film, diretto da Franklin Adreon su una sceneggiatura di John K. Butler e Barry Shipman con il soggetto dello stesso Butler, fu prodotto da Rudy Ralston per la Republic Pictures e girato nell'Iverson Ranch a Chatsworth in California.

## Distribuzione
Il film fu distribuito con il titolo Hell's Crossroads negli Stati Uniti dall'8 marzo 1957 al cinema dalla Republic Pictures.
Altre distribuzioni:
- in Svezia il 12 maggio 1958 (Västerns marodörer)
- in Finlandia il 19 settembre 1958 (Lännen henkipatot)
- in Francia il 17 dicembre 1958 (Le carrefour de la vengeance)
- in Germania (Ich ritt für Jesse James)
- in Norvegia (Vestens matadorer)
- in Italia (I quattro cavalieri del terrore)

## Promozione
La tagline è: "The Romantic Story of the Fabulous Outlaw JESSE JAMES!".